# Sebahattin Öztürk
Sebahattin Öztürk (ur. 6 stycznia 1969 w Sivasie) – turecki zapaśnik w stylu wolnym. Dwukrotny olimpijczyk. Czwarty z Atlancie 1996 i szósty w Barcelonie 1992. Startował w kategorii 82 kg.
Złoto w mistrzostwach świata w 1993; srebro w 1994 i brąz w 1991. Zdobył cztery medale w mistrzostwach Europy, złoto w 1992. Złoty medal na igrzyskach śródziemnomorskich w 1991 i 1993. Czwarty w Pucharze Świata w 1990 roku.